# Lijst van rijksmonumenten in Onstwedde
De plaats Onstwedde telt 9 inschrijvingen in het rijksmonumentenregister. Hieronder een overzicht.
| Object                                             | Oorspronkelijke functie?  | Bouwjaar                                                                                                  | Architect                   | Locatie              | Coördinaten?                | Nr.?   | Afbeelding                                                           |
| -------------------------------------------------- | ------------------------- | --- | --------------------------- | -------------------- | --------------------------- | ------ | -------------------------------------------------------------------- |
| Voorm. raadhuis                                    | Bestuursgebouw en onderdl | |                             | Havenstraat 4        | 53° 1' 57" NB, 7° 2' 32" OL | 34167  | Meer afbeeldingen                                                    |
| Hervormde kerk en toren (Nicolaaskerk)             | Kerk en kerkonderdeel     | mog. 14e eeuw (toren) ca. 1500 (kerk) 1837 (verb. kerk en toren) 1895 (rest. toren) 1928-'30 (rest. kerk) | G. van Hoogevest (1928-'30) | Kerklaan 7           | 53° 1' 50" NB, 7° 2' 40" OL | 34169  | Meer afbeeldingen                                                    |
| Arbeiderswoning in ambachtelijk-traditionele stijl | Arbeiderswoning           | ca. 1900                                                                                                  |                             | Oosterholtsweg 3     | 53° 1' 45" NB, 7° 3' 21" OL | 516236 | Arbeiderswoning 1 Arbeiderswoning in ambachtelijk-traditionele stijl |
| Arbeiderswoning, bijschuur                         | Bijschuur                 | ca. 1900                                                                                                  |                             | bij Oosterholtsweg 3 | 53° 1' 45" NB, 7° 3' 21" OL | 516237 | Arbeiderswoning 2 Arbeiderswoning, bijschuur                         |
| Arbeiderswoning, stookhut                          | Stookhut                  | ca. 1900                                                                                                  |                             | bij Oosterholtsweg 3 | 53° 1' 45" NB, 7° 3' 21" OL | 516238 | Arbeiderswoning 3 Arbeiderswoning, stookhut                          |
| De Kamp                                            | Woonhuis                  | 1939 |                             | Kampweg 2            | 53° 1' 51" NB, 7° 2' 60" OL | 516254 | Kamp 1 De Kamp                                                       |
| De Kamp, schuur in Interbellumstijl                | Schuur                    | 1939 |                             | bij Kampweg 2        | 53° 1' 51" NB, 7° 2' 60" OL | 516255 | Kamp 2 De Kamp, schuur in Interbellumstijl                           |
| Oldambster boerderij in traditionalistische stijl  | Boerderij                 | 1930 (herb. na brand) 1956 (herb. schuur na brand, portaal)                                               |                             | Dorpsstraat 13       | 53° 2' 3" NB, 7° 2' 29" OL  | 516270 | Oldambster boerderij in traditionalistische stijl                    |
| Oldambster boerderij van het Westerwoldse type     | Boerderij                 | 1884 |                             | Dorpsstraat 24       | 53° 2' 8" NB, 7° 2' 34" OL  | 516271 | Oldambster boerderij van het Westerwoldse type                       |